# Элиас, Сиан
Дама Сиан Србуи Элиас (англ. Sian Seerpoohi Elias; 13 марта 1949, Лондон, Великобритания) — новозеландский чиновник армяно-валлийского происхождения. Глава судебной системы Новой Зеландии (1999—2019). 12-й председатель Верховного суда Новой Зеландии и, следовательно, самый высокопоставленный член судебной власти страны.
Она была третьим председателем Верховного суда по продолжительности пребывания на посту с момента основания офиса в 1842 году.

## Биография
Родилась в Лондоне 13 марта 1949 года. Её отец — армянин, переживший геноцид армян, мать — валлийка.
Она выросла в Новой Зеландии, где получила образование в начальной школе Титиранги и епархиальной школе для девочек в Окленде.  
В 1966 году Сиан Элиас поступила в Оклендскую юридическую школу, окончила её в 1970 году со степенью бакалавра права (с отличием) и была принята в коллегию адвокатов. Получив степень JSM в Стэнфорде, она начала юридическую практику в 1972 году. Три года спустя она начала свою карьеру в качестве адвоката.
В конце 1970-х годов работала в адвокатском бюро района Грей Линн.
Помимо общей судебной практики, Элиас представляла истцов на ряде слушаний в Трибунале по Договору Вайтанги, включая претензии в отношении рек Мохака, реки Уонгануи, компаний Broadcasting, Muriwenua Fishing, Aroha Geothermal и Moriori.
С 1986 по 1990 год Элиас занимала должность комиссара по правовым вопросам, где она отвечала за реформу законодательства о компаниях. В 1988 году она была назначена королевским советником, а в 1990 году получила Памятную медаль за заслуги перед юридической профессией. В 1995 году она стала судьей Высокого суда.
17 мая 1999 года в возрасте 50 лет Дама Сиан стала 12-м председателем Верховного суда Новой Зеландии. В том же году она также была награждена GNZM (Великая кавалерка Новозеландского ордена за заслуги). Дама Сиан Элиас вышла на пенсию по достижении 70-летнего возраста 12 марта, как того требует статья 133 Закона о высших судах. Она была третьим председателем Верховного суда по продолжительности пребывания на посту с момента основания офиса в 1842 году